# Istočnokušitski jezici
Istočnokušitski jezici, najveća podskupina od (34 jezika; 33 po novijoj klasifikaciji) kušitska jezika, kojima govori približan broj kušitskih plemena i naroda na područjima afričkih država Etiopija, Somalija i Kenija:     
a) Boon,  Somalija.
b) Dullay (3) Etiopija: bussa, gawwada, tsamai.
c) Highland (7) Etiopija: alaba, burji, gedeo, hadiyya, kambaata, libido, sidamo.
d) Konso-Gidole (2) Etiopija: dirasha, komso.
e) Oromo (6; 5 po novijoj klasifikaciji) Etiopija, Kenija: istočni oromo, južni oromo (borana-arsi-guji), orma, oromiffa, sanye; Izgubio status jezika garreh-ajuran.
f) Rendille-Boni (2) Kenija: boni, rendille.
g) Saho-Afar (2): afar, saho.
h) somalski (6) Somalija: dabarre, garre, jiiddu, maay, somalski, tunni.
i) Zapadni Omo-Tana (4) Etiopija, Kenija: arbore, baiso, daasanach, el molo.
j) Yaaku (1) Kenija: yaaku.

## Vanjske poveznice
- Ethnologue (14th)